# 卡努尼桥
卡努尼桥（土耳其語：Kanuni Köprüsü）又名宫殿桥（Saray Köprüsü),是一座历史悠久的奥斯曼帝国桥梁，位于土耳其埃迪尔内，横跨登萨河， 连接埃迪尔内宫与城市。该桥得名于委托建桥的卡努尼苏丹苏莱曼 (統治時期 1520–1566)的绰号“立法者”（Kanuni）。
卡努尼桥建于1554年，由奥斯曼帝国首席建筑师科查·米马尔·希南设计，60- 长（200-英尺）、4.50- 宽（14.8-英尺） ，有四个桥拱。